# Savigny-en-Revermont
Savigny-en-Revermont ist eine französische Gemeinde im Département Saône-et-Loire in der Region Bourgogne-Franche-Comté. Sie gehört zum Arrondissement Louhans und zum Kanton Pierre-de-Bresse. Der Ort hat 1.141 Einwohner (Stand 1. Januar 2022).

## Geografie

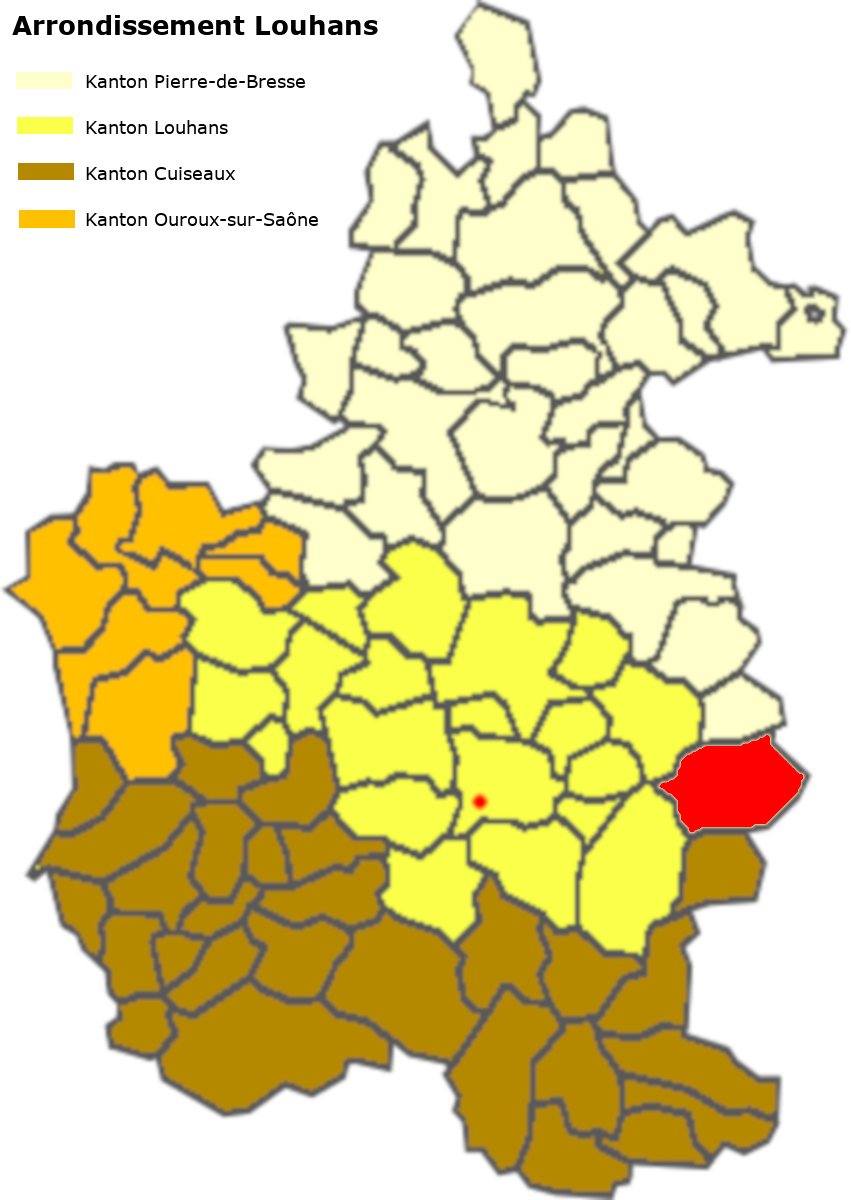
Lage der Gemeinde im Arrondissement Louhans

Die Gemeinde liegt in der Landschaft Bresse, an der Ostgrenze des Département Saône-et-Loire, grenzt im Osten an das Département Jura, im Westen an den Kanton Louhans und im Süden an den Kanton Cuiseaux. Ein Stück der südlichen Gemeindegrenze bildet die Vallière, nachdem sie das Gemeindegebiet in südwestlicher Richtung von Le Vernay her durchflossen hat. Ein gutes Stück der südlichen und östlichen Gemeindegrenze bildet der Ruisseau du Roi, während die Nordgrenze durch den Ruisseau de l’Étang des Claies gebildet wird. Das zentrale Gemeindegebiet entwässert der Ruisseau de Blaine. Im nördlichen Gemeindegebiet befinden sich die beiden Étangs der Gemeinde, der Étang des Claies und der Étang de Villeron.
Die Gemeinde wird durch die Autoroute A39, die in südwestlicher Richtung verläuft, in etwa zweigeteilt. Im Südwesten der Gemeinde liegt die Autobahnraststätte La Vallière (in südlicher Fahrtrichtung) und Savigny (in nördlicher Fahrtrichtung). Weitere wichtige Durchgangsstraßen befinden sich nicht im Gemeindegebiet. Im Gebiet des nördlichen Gemeindegebietes zog sich die Römerstraße von Louhans nach Lons-le-Saunier. Als 1760 der Étang des Claies ausgetrocknet wurde, wurden Reste der gepflasterten Römerstraße gefunden. Das Gemeindegebiet ist vor allem im Norden recht stark bewaldet, während im Süden die Siedlungsgebiete die Waldflächen verdrängt haben.
Zur Gemeinde gehören folgende Weiler und Fluren: Beauvernois, Bief-du-Roi (Gewässer), la Blanette, Bois-de-Ban, Bonnemare, les Bouchots, les Boulots, Chamazier, Chantabot, la Chauniat, la Chaux, les Chavannes, les Claies, les Communes, les Crottes, le Curtil-Bion, Dérobe (Gewässer), Dessous-l’Étang, les Gobards, Haute-Mare, les Magniens, Martevaux, les Moissonnes, les Odieux, Pourlans, le Quartier, la Raquette, les Routes, Rupt, Saint-Pierre, Savigny-Beaurepaire, les Sutils, Vérable, Vériat, Vernay, Vieuville, Villeron, Villevaudrey.

### Klima
Das Klima in Savigny-en-Revermont ist warm und gemäßigt. Es gibt das ganze Jahr über deutliche Niederschläge, selbst der trockenste Monat weist noch hohe Niederschlagsmengen auf. Die Klassifikation des Klimas nach Köppen und Geiger ist Cfb ((Gemäßigtes) Ozeanklima). Die Temperatur liegt im Jahresdurchschnitt bei 11,5 °C. Der wärmste Monat ist der Juli mit einer Durchschnittstemperatur von 20,5 °C, der kälteste der Januar mit 2,9 °C. Über ein Jahr verteilt summieren sich die Niederschläge auf 1171 mm, dabei ist der November mit 128 mm der niederschlagsreichste, während Juli und August als trockenste Monate 73 mm aufweisen. Über das ganze Jahr werden etwa 2786 Sonnenstunden gezählt.
|                        | Jan | Feb | Mär  | Apr  | Mai  | Jun  | Jul  | Aug  | Sep  | Okt  | Nov  | Dez |   |      |
| Mittl. Temperatur (°C) | 2,9 | 3,4 | 7,0  | 10,6 | 14,4 | 18,6 | 20,5 | 20,1 | 16,4 | 12,5 | 7,0  | 3,7 | ⌀ | 11,5 |
| Mittl. Tagesmax. (°C)  | 5,9 | 7,1 | 11,4 | 15,1 | 18,7 | 23,1 | 25,1 | 24,7 | 20,8 | 16,5 | 10,1 | 6,6 | ⌀ | 15,5 |
| Mittl. Tagesmin. (°C)  | 0,3 | 0,1 | 2,8  | 5,9  | 9,8  | 13,7 | 15,6 | 15,4 | 12,2 | 8,9  | 4,1  | 1,2 | ⌀ | 7,5  |
|                        |     |     |      |      |      |      |      |      |      |      |      |     |   |      |
| Niederschlag (mm)      | 111 | 97  | 92   | 97   | 100  | 83   | 73   | 73   | 90   | 107  | 128  | 122 | Σ | 1173 |

| 0,3 |

| 0,1 |

| 2,8 |

| 5,9 |

| 9,8 |

| 13,7 |

| 15,6 |

| 15,4 |

| 12,2 |

| 8,9 |

| 4,1 |

| 1,2 |

| 0,3 |

| 0,1 |

| 2,8 |

| 5,9 |

| 9,8 |

| 13,7 |

| 15,6 |

| 15,4 |

| 12,2 |

| 8,9 |

| 4,1 |

| 1,2 |

## Toponymie
Der Ort wird bereits 928–936 in den Büchern von Saint-Vincent in Mâcon erwähnt als Sylviniacum villam in pago Scudingorum positam cum capella (Der Ort Sylviniacum mit einer Kapelle, im Gau der Scutinger gelegen). Eine Theorie besagt, der Name gehe zurück auf die lateinische Bezeichnung a sapinis (deutsch: bei den Tannen) und wird 1200 erwähnt als Savigniacum de Reverso Monte. Plausibler ist die Erklärung Guillemauts, wonach es sich um den ehemaligen Besitz eines Savinus, Sabinus oder Savinius handelte. Ergänzt mit dem gallischen Possessivsuffix -ac, -acus ergab sich die Form Saviniacum, wie sie 954 erwähnt wird. Dass die Besitzbezeichnung in der latinisierten Form zu Sylviniacum (silva, lateinisch = Wald) wurde, mag darauf hindeuten, dass das Gebiet einstmals dicht bewaldet war. Auffällig bleibt jedoch die Tatsache, dass der Zusatz Revermont bereits 1200 als de Reverso Monte aufscheint.

## Geschichte
Die Herrschaft Savigny-en-Revermont gehörte bis Ende des 14. Jahrhunderts den Herren von Sainte-Croix, die dem Ort zu einiger Wichtigkeit verhalfen, indem sie vom Herzog von Burgund die Erlaubnis erhielten, am Mittwoch einen Markt und jährlich zwei Jahrmärkte abzuhalten. In der Folge sind die Besitzverhältnisse unklar, im Gemeindegebiet befanden sich mehrere Lehen.
Einer der Herren war Philippes Bouton, der – wohl dank der Nachbarschaft – 1358 eine Marguerite du Fay heiratete. Bei dieser Gelegenheit stiftete er die Kapelle Notre-Dame de Pitié in der Kirche von Savigny, in der 3 Angehörige der Familie Bouton beigesetzt sind. 1549 gelangte die Herrschaft wegen Kinderlosigkeit in fremde Hände. Der Ort war im 15. und 16. Jahrhundert wohlhabend, schön gelegen auf einer Anhöhe, bewohnt von verschiedenen angesehenen Geschlechtern (Simon Robard, Pierre du Palais, Jean de Porlans, Claude Bontauptol, Jean Saubiez, Pierre Sayne, Humbert de Bonal, die Familien de la Chambre, Grivel, Dunand, Tamisier).
Ein Teil des Gemeindegebietes war eine Baronie, diese gehörte 1440 einem Guillaume de Luyrieux. Er klagte 1440 beim Gerichtshof, weil er die Bewohner verpflichten wollte, an die Reparaturen seines Schlosses zu bezahlen. 1496 gehörte die Baronie François Maréchal, 1534 Charles de la Chambre, Philibert und schließlich Jean de la Chambre, Edelmann des Kabinetts des Königs, zu dessen Gunsten die Herrschaft 1596 zur Grafschaft erhoben wurde. 1616 wurde den Einwohnern das Recht zuerkannt, das Salz von Salins-les-Bains zu nutzen. Durch die Heirat von Pierrette-Esmonde de la Chambre wurde 1618 René d’Amoncourt Graf von Savigny, 1633 wurde die Herrschaft gepfändet wegen einer Schuldsumme von 50.200 Livres. Durch Beschluss des Staatsrates wurde der Verkauf verboten und Claude-Jacques de Saint-Mauris wurde Graf von Savigny. 1682 wurden vier Jahrmärkte bewilligt, die am 26. April, 15. Juni, 27. September und am 28. Dezember abgehalten wurden. Die Saint-Mauris blieben Herren von Savigny, das Schloss, unterhalb der Kirche gelegen, verfiel jedoch und wurde während der Revolution zerstört.
Der Ort wurde durch plündernde Horden und durch kriegerische Handlungen mit der Freigrafschaft mehrmals verwüstet. 1637 taufte und beerdigte der Pfarrer von le Fay die Bewohner von Savigny, da die Kirche entheiligt worden war, der Ort war während einiger Zeit unbewohnt. Auf einer Wiese, genannt Préau trafen sich am Vorabend des
Johannistages die Männer aus der Freigrafschaft, der Bresse und dem Burgund zum Fête des Cornards. Der Mann, der als letzter geheiratet hatte, trug die Bannière, ein Stierkopf mit Hörnern auf einer Stange. Das Fest ist jedoch seit langer Zeit untergegangen. Courtépée erwähnt, der Ort sei sehr schön gelegen, die Wege und Straßen dorthin seien jedoch in einem abscheulichen Zustand.

### Die Herren von Savigny-en-Revermont
Savigny-en-Revermont war ein Lehen der Herren von Sainte-Croix-en-Bresse, die ihrerseits Vasallen der Herzöge von Burgund waren. Sie erhielten vom Herzog von Burgund die Erlaubnis, am Mittwoch einen Wochenmarkt und jährlich zwei Jahrmärkte abzuhalten.
Die Lehensnehmer in Savigny-en-Revermont sind nicht ganz klar, zumal verschiedene Lehen bestanden:
- Mehrere Lehen  in Savigny waren schon beim ersten Bouton im 14. Jahrhundert im Besitz der Familie und blieben es zum Teil bis zum Tode von Christophe Bouton Mitte des 16. Jahrhunderts.
- Ein weiteres Lehen war Mitte des 15. Jahrhunderts im Besitz von Guillaume de Luyrieux, Herr von Cueille und Savigny. Ende des 15. Jahrhunderts folgte ihm François Maréchal, Herr von Meximieux und Savigny. 1534 wird Charles de La Chambre, Ehemann von Isabelle de Meximieux genannt als Herr von Meximieux, La Cueille und Savigny. Es ist also anzunehmen, dass diese Wechsel durch Eheschließungen erfolgten.
- Auf Charles de La Chambre folgte 1540 Philibert de La Chambre, Baron von Savigny-en-Revermont, Branges und Beaurepaire teilweise. Ihm folgte der Sohn, Jean de La Chambre, Gentilhomme ordinaire de la chambre du roi, für ihn wurde das Lehen 1596 zur Baronie erhoben. 1618 brachte seine Tochter, Pierrette Esmonde de La Chambre, das Lehen in die Ehe mit René d'Amoncourt, der sich als Comte de Savigny-en-Revermont und Baron de Branges bezeichnet.
- 1623 wurde das Lehen per Dekret von René d'Amoncourt beschlagnahmt und für 50.200 Livres an Lazare de Villeret, Herr von Varennes und Frontenard vergeben. Später annullierte der Conseil d’État die Beschlagnahmung zugunsten von Claude-Jacques de Saint-Maurice de Montbarrey. Die Familie Saint-Maurice war aber in der Folge arg zerstritten und dem Bruder von Claude-Jacques wurde verboten, das Gebiet von Savigny zu betreten, da er Morddrohungen gegenüber seinem Bruder geäußert hatte.
- Claude-Charles-Philippe de Saint-Maurice de Montbarrey erhielt 1682 die Erlaubnis, jährlich vier Märkte durchzuführen, jeweils am 26. April, 15. Juni, 27. September und am 28. Dezember. Er starb 1707 und seine Witwe übernahm das Lehen, die Grafschaft Savigny. 1713 urteilte aber das Parlement von Dijon, das Lehen unterliege der Toten Hand. Dadurch konnte es nicht in den Besitz der Witwe übergehen.
- Ihr folgte der Sohn, Claude-François-Éléonor de Saint-Maurice, Ritter, Lieutenant-général des armées, Graf von Montbarrey und Graf von Savigny. Schließlich folgte als letzter Herr von Savigny, sein Sohn Alexandre-Marie-Léonor de Saint-Mauris de Montbarrey.

Mit der Französischen Revolution 1789 wurden die Vorrechte des Adels abgeschafft, sie behielten lediglich noch ihre Titel.

### Heraldik
Die Gemeinde benutzt das Wappen der Familie Saint-Mauris-Montbarrey. Sie waren Grafen von Savigny und Le Fay im 17. und 18. Jahrhundert und entstammten dem Haus Sainte-Croix. Blasonierung: In Rot ein schwebendes Lilienkreuz in Silber, im Schildhaupt ein blauer Balken mit einem goldenen Adler.

## Bevölkerung
| Savigny-en-Revermont: Einwohnerzahlen von 1793 bis 2020 | Savigny-en-Revermont: Einwohnerzahlen von 1793 bis 2020 | Savigny-en-Revermont: Einwohnerzahlen von 1793 bis 2020 | Savigny-en-Revermont: Einwohnerzahlen von 1793 bis 2020 | Savigny-en-Revermont: Einwohnerzahlen von 1793 bis 2020 |
| --- | ------------------------------------------------------- | ------------------------------------------------------- | ------------------------------------------------------- | ------------------------------------------------------- |
| Jahr |                                                         |                                                         |                                                         | Einwohner                                               |
| 1793 | 1793                                                    |                                                         | 1.881                                                   | 1.881                                                   |
| 1800 | 1800                                                    |                                                         | 2.043                                                   | 2.043                                                   |
| 1806 | 1806                                                    |                                                         | 2.303                                                   | 2.303                                                   |
| 1821 | 1821                                                    |                                                         | 2.298                                                   | 2.298                                                   |
| 1831 | 1831                                                    |                                                         | 2.437                                                   | 2.437                                                   |
| 1836 | 1836                                                    |                                                         | 2.292                                                   | 2.292                                                   |
| 1841 | 1841                                                    |                                                         | 2.322                                                   | 2.322                                                   |
| 1846 | 1846                                                    |                                                         | 2.502                                                   | 2.502                                                   |
| 1851 | 1851                                                    |                                                         | 2.287                                                   | 2.287                                                   |
| 1856 | 1856                                                    |                                                         | 2.152                                                   | 2.152                                                   |
| 1861 | 1861                                                    |                                                         | 2.122                                                   | 2.122                                                   |
| 1866 | 1866                                                    |                                                         | 2.150                                                   | 2.150                                                   |
| 1872 | 1872                                                    |                                                         | 2.093                                                   | 2.093                                                   |
| 1876 | 1876                                                    |                                                         | 2.111                                                   | 2.111                                                   |
| 1881 | 1881                                                    |                                                         | 2.129                                                   | 2.129                                                   |
| 1886 | 1886                                                    |                                                         | 2.102                                                   | 2.102                                                   |
| 1891 | 1891                                                    |                                                         | 1.942                                                   | 1.942                                                   |
| 1896 | 1896                                                    |                                                         | 1.928                                                   | 1.928                                                   |
| 1901 | 1901                                                    |                                                         | 1.938                                                   | 1.938                                                   |
| 1906 | 1906                                                    |                                                         | 1.881                                                   | 1.881                                                   |
| 1911 | 1911                                                    |                                                         | 1.829                                                   | 1.829                                                   |
| 1921 | 1921                                                    |                                                         | 1.633                                                   | 1.633                                                   |
| 1926 | 1926                                                    |                                                         | 1.714                                                   | 1.714                                                   |
| 1931 | 1931                                                    |                                                         | 1.623                                                   | 1.623                                                   |
| 1936 | 1936                                                    |                                                         | 1.487                                                   | 1.487                                                   |
| 1946 | 1946                                                    |                                                         | 1.400                                                   | 1.400                                                   |
| 1954 | 1954                                                    |                                                         | 1.198                                                   | 1.198                                                   |
| 1962 | 1962                                                    |                                                         | 1.150                                                   | 1.150                                                   |
| 1968 | 1968                                                    |                                                         | 1.017                                                   | 1.017                                                   |
| 1975 | 1975                                                    |                                                         | 922                                                     | 922                                                     |
| 1982 | 1982                                                    |                                                         | 951                                                     | 951                                                     |
| 1990 | 1990                                                    |                                                         | 957                                                     | 957                                                     |
| 1999 | 1999                                                    |                                                         | 921                                                     | 921                                                     |
| 2009 | 2009                                                    |                                                         | 1.155                                                   | 1.155                                                   |
| 2014 | 2014                                                    |                                                         | 1.181                                                   | 1.181                                                   |
| 2020 | 2020                                                    |                                                         | 1.132                                                   | 1.132                                                   |
| Quelle(n): EHESS/Cassini bis 2006, ab 2009 INSEE Anmerkung(en): • Ab 1962 offizielle Zahlen ohne Einwohner mit Zweitwohnsitz • Höchste Einwohnerzahl 1846 mit 2502, tiefste Einwohnerzahl 1999 mit 921 (36,8 % vom Maximum) |                                                         |                                                         |                                                         |                                                         |

| Bevölkerungsstruktur | Anzahl Einwohner | männlich | weiblich | davon Ausländer | Anteil % |
| -------------------- | ---------------- | -------- | -------- | --------------- | -------- |
|                      | 1129             | 587      | 542      | 32              | 2,8      |

| Männer | Alterstufe | Frauen |
| ------ | ---------- | ------ |
| 2      | 90 + älter | 7      |
| 53     | 75–89      | 55     |
| 101    | 60–74      | 101    |
| 131    | 45–59      | 126    |
| 111    | 30–44      | 105    |
| 79     | 15–29      | 61     |
| 110    | 0–14       | 87     |

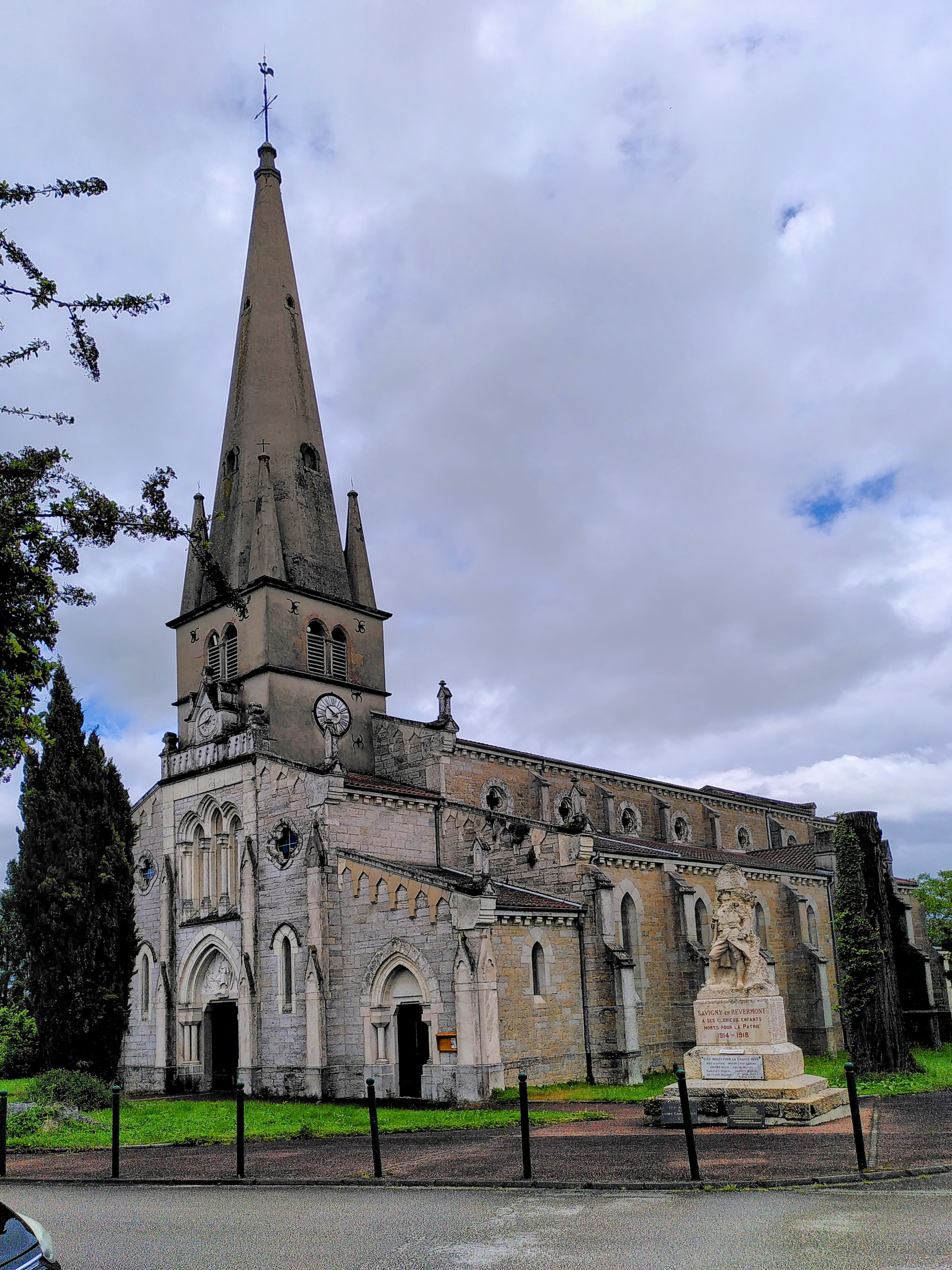
Kirche Saint-Vivant von Savigny-en-Revermont

Die Bevölkerungsstruktur zwischen Männern und Frauen weist einen Überhang zugunsten der Männer aus, sie machen 52 % der Bevölkerung aus. Dabei sind 49 % der Bevölkerung jünger als 45 Jahre. Die Gruppe der unter 15-Jährigen macht 17,4 % der Bevölkerung aus. Demgegenüber sind 28 % der Einwohner älter als 60 Jahre und damit im Rentenalter. Diese Struktur dürfte auf die Tatsache zurückzuführen sein, dass seit 1999 dank einer regen Bautätigkeit die Wohneinheiten um 27 % zugenommen haben. Dadurch dürfte ein Zuzug von jungen Familien mit Kindern erfolgt sein.
| Wohnstruktur               | Anzahl Wohneinheiten | davon Häuser | Wohnungen | sonstige |
| -------------------------- | -------------------- | ------------ | --------- | -------- |
|                            | 669                  | 620          | 47        | 2        |
| davon Hauptwohnsitz        | 534                  |              |           |          |
| Zweit- oder Ferienwohnsitz | 75                   |              |           |          |
| vakant                     | 61                   |              |           |          |

## Wirtschaft und Infrastruktur

### Unternehmen, Betriebe, Ladengeschäfte und Einrichtungen
In der Gemeinde gibt es nebst Kirche (Patrozinium Saint-Vivant) und Mairie (Gemeindehaus) folgende Unternehmen nach Branchen:
| Branche                                                           | Anzahl Betriebe |
| ----------------------------------------------------------------- | --------------- |
| Industrie und verarbeitendes Gewerbe                              | 5               |
| Baugewerbe                                                        | 10              |
| Groß- und Einzelhandel, Verkehr, Beherbergung und Gastronomie     | 17              |
| Information und Kommunikation                                     | 1               |
| Finanz- und Versicherungsdienstleistungen                         | 1               |
| Grundstücks- und Wohnungswesen                                    | 2               |
| Freiberufliche, wissenschaftliche und technische Dienstleistungen | 10              |
| Öffentliche Verwaltung, Unterricht, Gesundheits- und Sozialwesen  | 7               |
| Sonstige Dienstleistungen                                         | 6               |
| Land- und Forstwirtschaftsbetriebe                                | 17              |

In der Gemeinde befinden sich eine Bäckerei und ein kleiner Supermarkt, ein Coiffeursalon und ein Reisebüro, ferner zwei Autogaragen, eine Immobilienagentur, ein Bauhandwerksbetrieb, ein Maler/Gipser, zwei Schreinerei-/Zimmereien und zwei Elektriker. Im Ort befinden sich ein Fußball- und ein Pétanqueplatz, eine Turn- und Sporthalle, eine Apotheke, ein Mehrzwecksaal, zwei Restaurants und eine Gîte, eine Feuerwehrkaserne und eine Post. Mit den Gütern des täglichen Bedarfs versorgen sich die Einwohner weitgehend in Saillenard und in Montmorot.

### Geschützte Produkte in der Gemeinde
Als AOC-Produkte sind in Savigny-en-Revermont Morbier, Comté und Crème et beurre de Bresse zugelassen, ferner Volaille de Bresse und Dinde de Bresse.

### Bildungseinrichtungen
In der Gemeinde besteht eine École primaire (École maternelle und École élémentaire), die der Académie de Dijon untersteht und von 100 Kindern besucht wird. Für die Schule gilt der Ferienplan der Zone A.